# Kościół św. Jadwigi Śląskiej w Opolu-Malinie
Kościół św. Jadwigi Śląskiej – rzymskokatolicki kościół parafialny położony przy ulicy Teligi   w Opolu-Malinie. Kościół należy do Parafii św. Jadwigi Śląskiej w Opolu-Malinie w dekanacie Opole, diecezji opolskiej.

## Historia kościoła
Kościół wybudowano w latach 1989–1993. Jego konsekracja miała miejsce 29 czerwca 1993 roku.